# Forest-Montiers
Forest-Montiers är en kommun i departementet Somme i regionen Hauts-de-France i norra Frankrike. Kommunen ligger i kantonen Nouvion som tillhör arrondissementet Abbeville. År 2022 hade Forest-Montiers 389 invånare.

## Befolkningsutveckling
Antalet invånare i kommunen Forest-Montiers
| Referens: INSEE |